# Khwarezm
Cet article concerne la région culturelle et historique. Pour la province ouzbeke, voir Province de Khorezm. Pour les autres significations, voir Khwarezm (homonymie).
Le Khwarezm (ouzbek : Xorazm; persan : خوارزم, Xwârazm ou Xârazm), également appelé Khwarezm antique, Khorezm, Kharezm, Kharism ou encore Khwarizm, est une région historique située au sud de la mer d'Aral, entre le désert du Kyzylkoum (à l'est) et le  plateau d'Oust-Ourt (à l'ouest) et au nord du désert du Karakoum.
La plus grande partie de cette région se trouve dans l'actuel Ouzbékistan, une plus petite partie appartenant au Turkménistan.
Autrefois incluse dans le Grand Iran, on y trouve notamment les villes historiques de Kounia-Ourguentch et de Khiva.

## Étymologie
Les significations données au Khwarezm sont multiples. Les Korasmiens (ou Khorezmiens) sont mentionnés au Ve siècle av. J.-C. par Hérodote.
Le géographe arabe Yaqut al-Hamawi écrit au XIIe siècle dans son Muʿǧam al-Buldan que le nom est un composé persan de khwar (خوار), et razm (رزم), faisant référence à l'abondance de poisson cuit comme aliment principal des peuples de cette région. Clifford Edmund Bosworth croit cependant que le nom persan est composé de xor (خور , signifiant le soleil) et zam ( زم, signifiant la terre, le terrain), désignant « la terre d'où se lève le soleil ». Une autre signification est proposée dans l'Encyclopædia Iranica et suggère une origine iranienne signifiant « plaine » à partir de kh(w)ar « bas » et zam « terre ».
Certains des chercheurs pensent que le Khwarezm est ce que les anciens textes avestiques appellent Airyanem Vaejah (Airyanəm Vaēǰah ; plus tard en moyen-perse Ērān-wēz). Ces sources affirment que Kounia-Ourguentch, la capitale de l'ancien Khwarezm, est en fait Ourva, la huitième terre d'Ahura Mazda mentionnée dans le texte Pahlavi de Vendidad. Cependant, Michael Witzel, un chercheur en histoire indo-européenne ancienne, pense qu'Airyanem Vaejah se trouve dans ce qui est aujourd'hui l'Afghanistan, dont les régions du nord font partie de l'ancien Khwarezm et du Grand Khorasan. L'hypothèse ne fait pas consensus. L'historien de l'Université d'Hawaï, Elton L. Daniel (en), pense que Khwarezm est bien « le lieu le plus probable » correspondant à la maison d'origine du peuple avestique.

## Histoire

### Antiquité
Comme la Sogdiane, le peuplement de Khwarezm est le fruit de l'expansion de la civilisation de l'Oxus pendant l'âge du bronze, qui fusionne avec les Indo-Iraniens lors de leurs migrations vers 1000 av. J.-C. Les premiers États de l'âge du fer sont nés de cet échange culturel.
Entre -1850 et -1500, apparaît, dans les basses vallées de l'Amou-Daria et du Zeravchan, la culture dite de Tazabaqyab (en). Elle semble correspondre à une population indo-iranienne, peut-être issue de la culture d'Andronovo, autochtone du Kazakhstan, qui se serait fixée dans cette zone pour pratiquer une agriculture sédentaire, aux côtés d'autres populations déjà implantées dans les oasis de la région.
L'Empire achéménide prend le contrôle de Khwarezm à l'époque du roi Darius Ier (522-486 av. J.-C.),. Et le poète persan Ferdowsi mentionne en abondance des villes persanes comme Afrasiab et Chach dans son Livre des Rois. Le contact avec l'Empire achéménide a  une grande influence sur la culture matérielle de Khwarezm, inaugurant une période de riche développement économique et culturel.
Les troupes Khwarezmiennes participent à la deuxième invasion perse de la Grèce par Xerxès en 480 av. J.-C., sous le commandement du général achéménide et plus tard satrape Artabazos Ier de Phrygie.
Le Khwarezm est largement indépendant sous les dynasties séleucides, gréco-bactriennes et parthes. De nombreuses forteresses sont construites et l'oasis de Khwarezm est surnommée « l'oasis des cinquante forteresses ». La région reste à l'abri des intérêts de l'Empire séleucide ou gréco-bactrien, mais divers éléments de l'art hellénistique apparaissent dans les ruines des villes Khwarezmiennes, notamment à Akchakhan-Kala (en), et l'influence de l'art gréco-bouddhique du Gandhara, reflétant l'essor de l'Empire kouchan, apparaît à Toprak-Kala. Les premiers dirigeants de Khwarezm imitent la monnaie du souverain gréco-bactrien Eucratide Ier. Des influences artistiques parthes sont également observées.
À partir du IIe siècle, Khwarezm est devenue partie intégrante de la vaste sphère culturelle correspondant à l'essor de l'Empire Kushan à l'est.
Sous Shapur Ier, l'empire sassanide s'étend jusqu'au Khwarezm. Yaqut al-Hamawi confirme que Khwarzem est une capitale régionale de l'empire sassanide. Des sources telles qu'Al -Biruni et Ibn Khordadbeh et d'autres font clairement référence au Khwarezm comme faisant partie de l'empire iranien (perse). Sous le règne de Khosrow II, de vastes zones du Khwarezm sont conquises.

### Période islamique
En 712, le Khwarezm est conquis par le califat arabe (Omeyyades et Abbassides). Elle passe ainsi sous contrôle musulman, mais ce n'est qu'à la fin du VIIIe siècle qu'un Shah afrighide se convertit pour la première fois à l'islam. Au cours du Xe siècle, lorsque certains géographes comme Istakhri dans son Al-Masalik wa-l-mamalik mentionnent le Khwarezm comme faisant partie du Khorasan et de la Transoxianie, les Ma'munides locaux, basés à Gurganj sur la rive gauche de l'Amou-Daria, gagnent en importance économique et politique grâce aux caravanes commerciales. En 995, ils renversent les Afrighidse et prennent eux-mêmes le titre traditionnel de Khwarezm-Shah.
Pendant une brève période, la région passe sous suzeraineté Samanides, avant de devenir sujet de Mahmud de Ghazni en 1017. À partir de ce moment, les invasions turco-mongoles et le long règne des dynasties turco-mongoles supplantent le caractère iranien de la région bien que le titre de Khwarezm-Shah se maintienne jusqu'au XIIIe siècle.

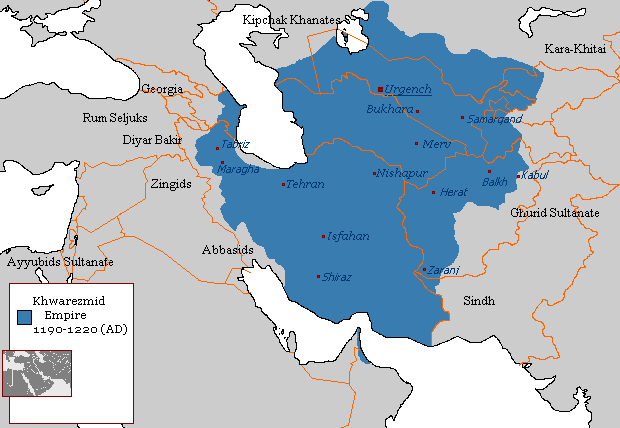
Empire Khwarezmien en 1215.

### Empire Khwarezmien
Le Khwarezm est le fief de la dynastie des Khwârezm-Shahs, appelés parfois Khorezmiens entre 1077 et 1231.
La date de la fondation de la dynastie Khwarezmien reste controversée. Lors d'une révolte en 1017, les rebelles khwarezmiens assassinent Abu'l-Abbas Ma'mun et son épouse, Hurra-ji, sœur du sultan Ghaznavid Mahmud. En réponse, Mahmud envahit et occupe la région du Khwarezm, qui comprend Nasa et le ribat de Farawa. En conséquence, le Khwarezm devient une province de l'empire Ghaznévide de 1017 à 1034. En 1077, le gouvernement de la province, qui appartient depuis 1042/1043 aux Seldjoukides, tombe aux mains d'Anush Tigin Gharchai, un ancien esclave turc du sultan seldjoukide. En 1141, le sultan seldjoukide Ahmed Sanjar est vaincu par les Qara Khitai à la bataille de Qatwan, et le petit-fils d'Anush Tigin, Ala ad-Din Atsiz, devient vassal de Yelü Dashi des Qara Khitan.
Le sultan Ahmed Sanjar est mort en 1156, peu après la montée sur le trône d'Il-Arslan dont le règne est marqué par des tensions avec les Kara-Khitans et une rivalité pour le contrôle des tribus turques. À sa mort, son fils Ala ad-Din Tekish finit par consolider le pouvoir en élargissant les frontières du Khwarezm à travers des campagnes militaires efficaces, notamment contre les sultans de Ghur et le dernier sultan seldjoukide, Toghrul III. En 1200, Tekish meurt et est remplacé par son fils, Ala ad-Din Muhammad, qui lance un conflit avec les Ghurides. Il étend le territoire à son plus important niveau en 1215.

### Invasion mongole
En 1219, Gengis Khan mène une campagne dévastatrice qui détruit l’État khwarezmien, marquant la fin de son indépendance.
Lors de son voyage en Asie centrale en 1334 Ibn Baṭṭûṭa se rend à Khuwârizm, ville qu’il décrit comme « la plus grande ville turque, la plus importante, la plus belle et la plus imposante ». La ville est gouvernée par le sultan Uzbak, de la Horde d'or, représenté par le grand émir Quṭlûdumûr. L’auteur décrit une ville qui a beaucoup d’affluence et on le voit par la mention qu’il fait d'une zâwiya, située à l'extérieur de Khuwârizm, où sont nourris les voyageurs. Son récit montre une ville rythmée par les rites religieux musulmans.
En 1360, une dynastie mineure indépendante des Turcs, les Ṣūfīs, apparait à Ḵwarazm, mais Solaymān Ṣūfī est écrasé par Tamerlan en 1388. Le contrôle de la région est disputé par les Timourides et la Horde d'Or, mais en 1511, il passe à une nouvelle dynastie locale ouzbèke du Khanat de Khiva.

### Khanat de Khiva
Le khanat de Khiva est le nom du Khwarezm adopté dans la tradition historique russe pendant la période de son existence (1512-1920). Dans les sources russes, le terme Khiva Khanat a commencé à être utilisé à partir du XVIIIe siècle.

## Galerie

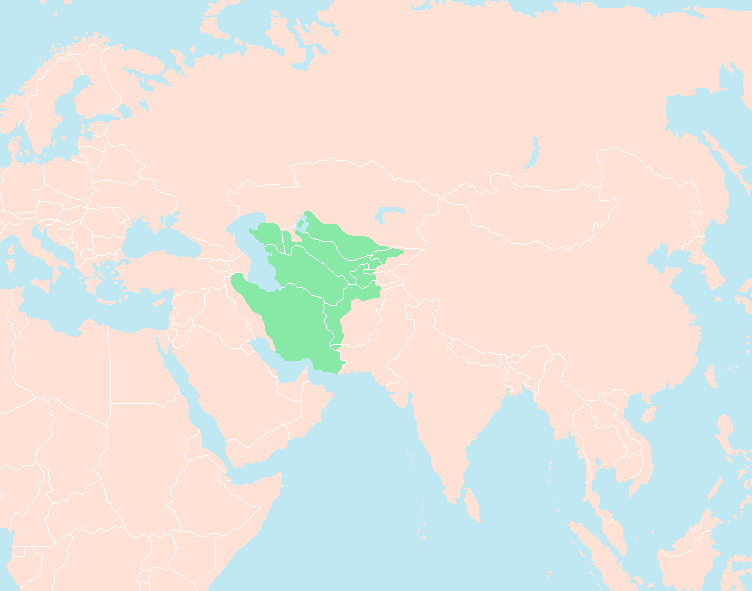
Le royaume des Khwârazm-Shahs au XIIIe siècle
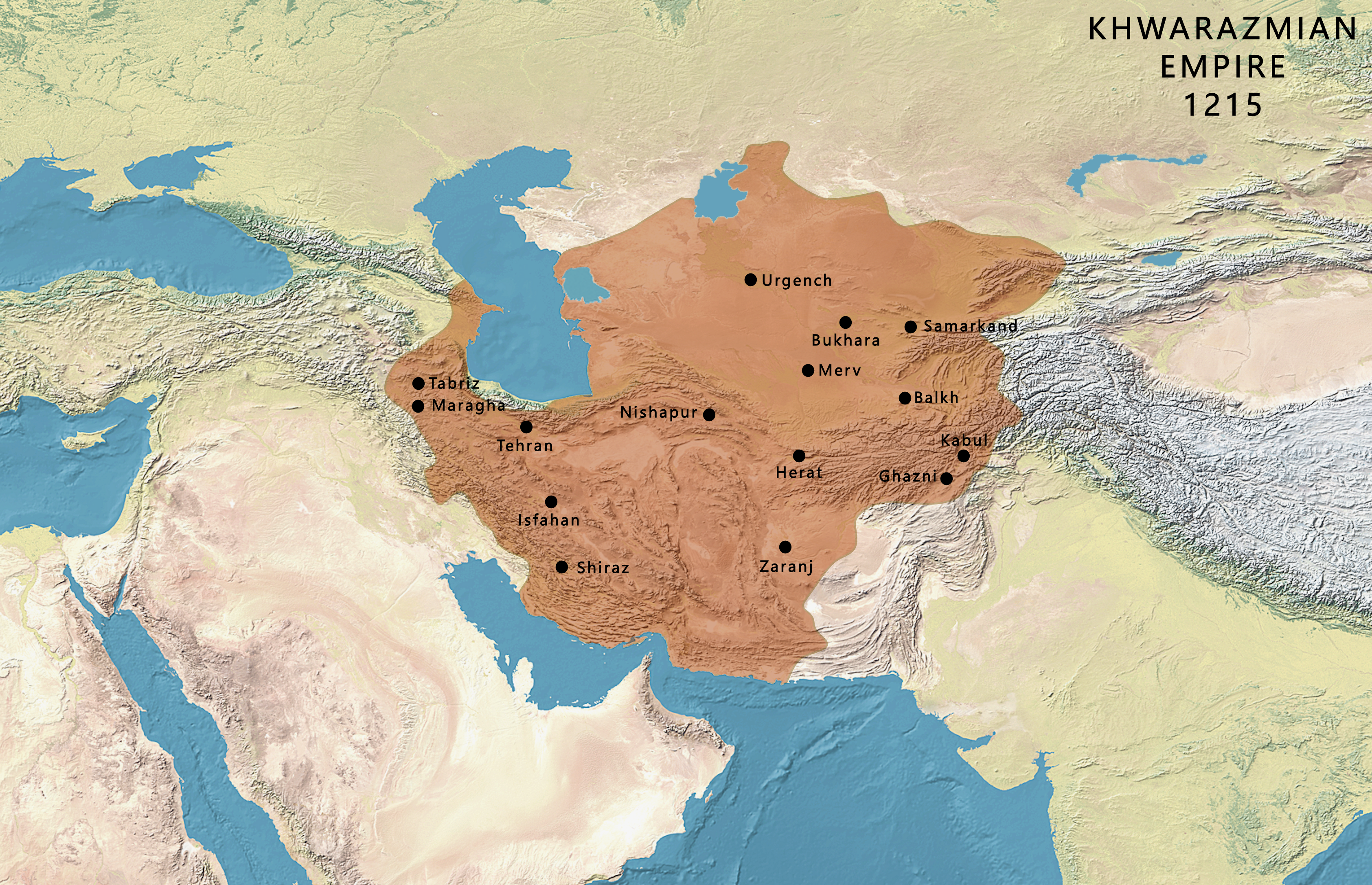
Empire khwarezmien (1215)
Carte du Khwarezm avant destruction
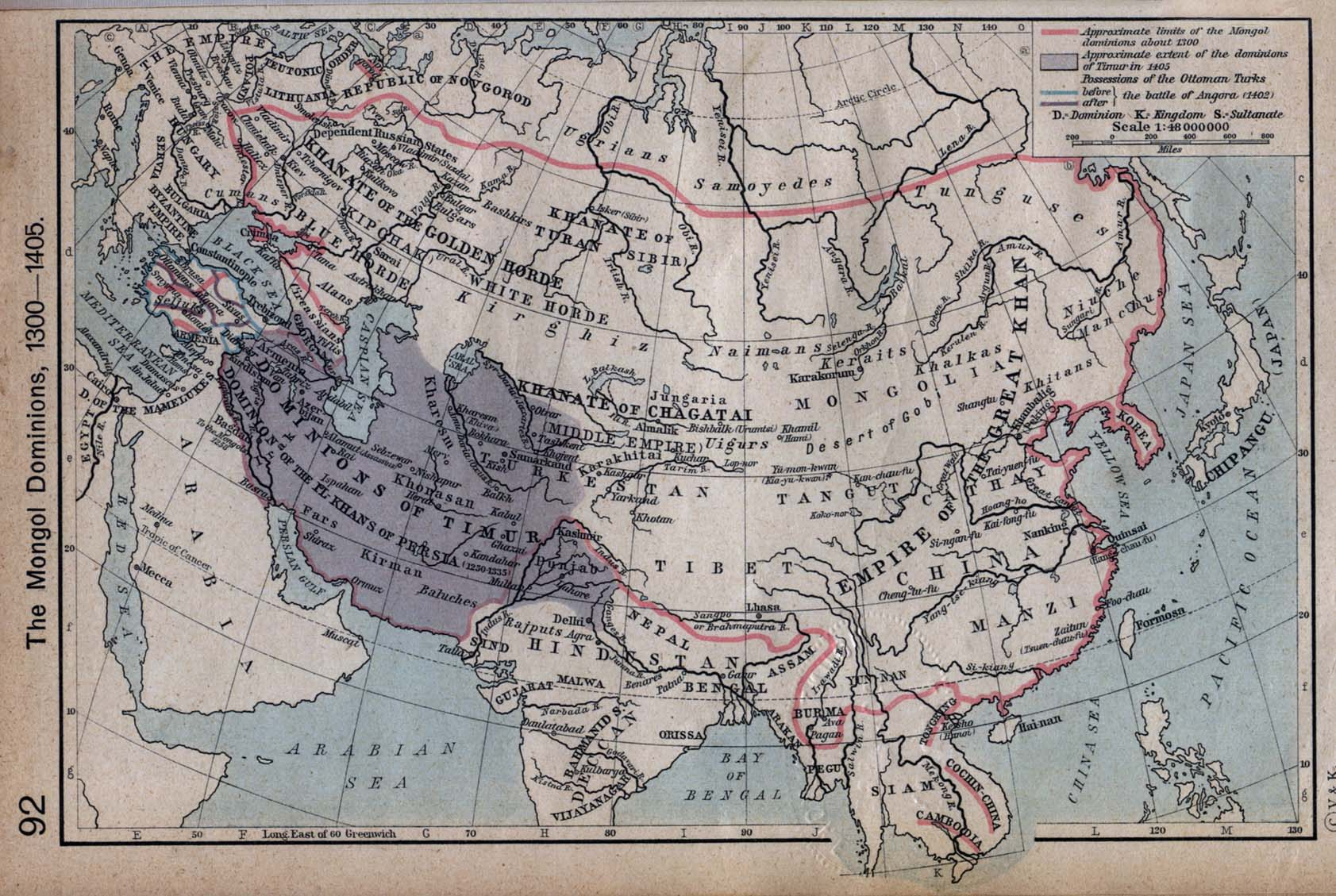
Le Khwarezm (Kharesm) au XIVe siècle, dans l'empire timouride
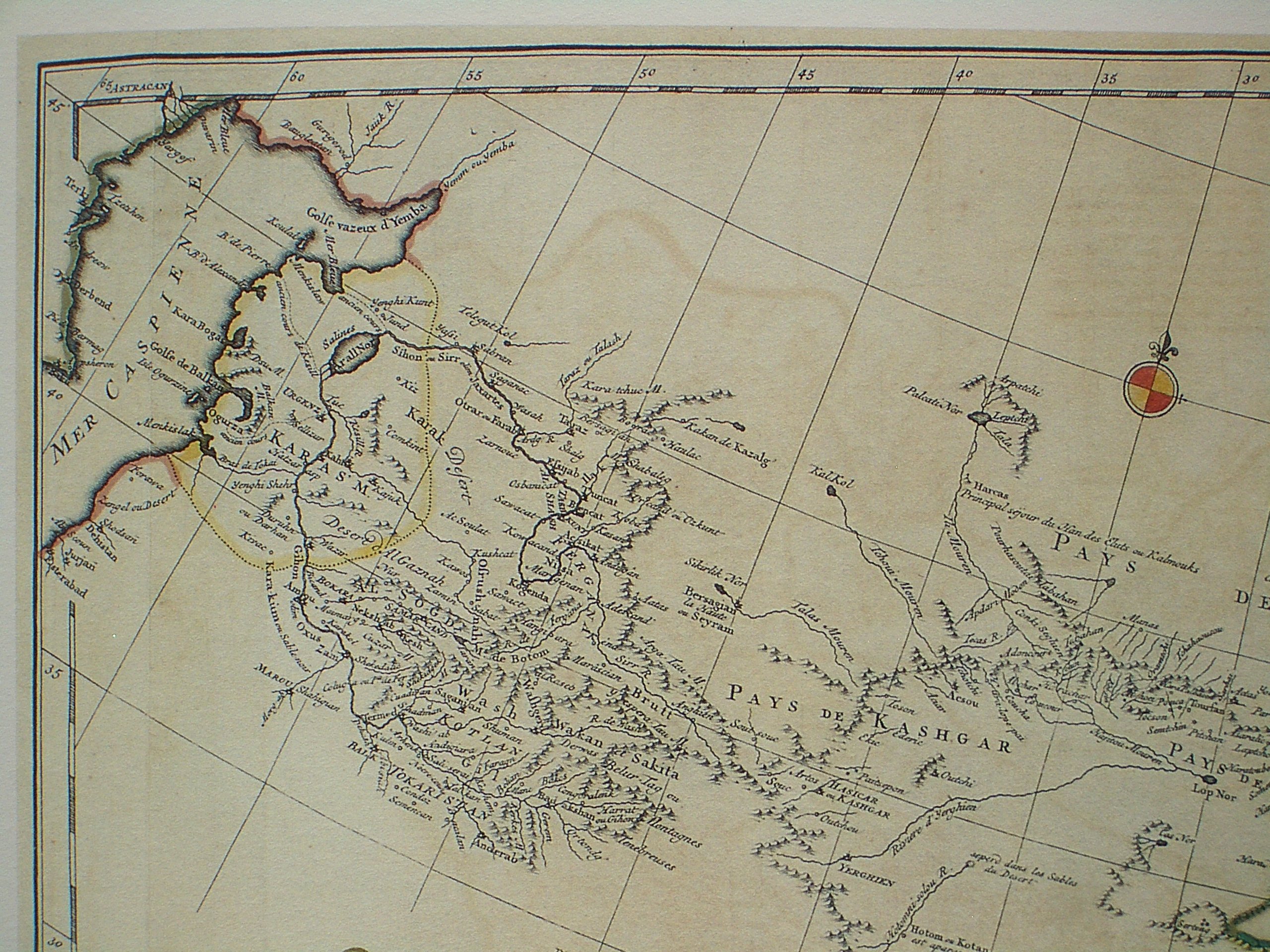
Le Khwarezm (Karasm), sur une carte de 1734

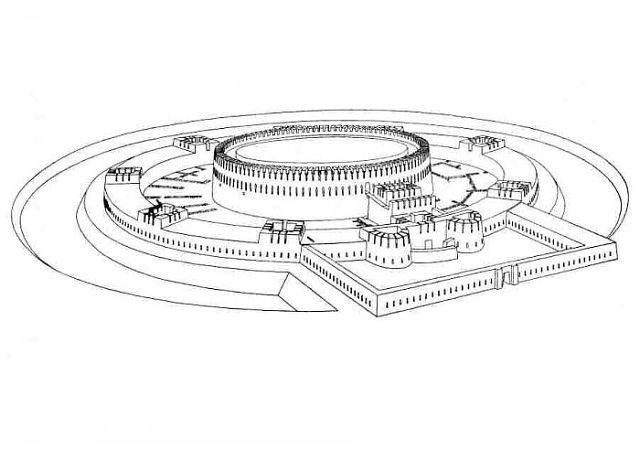
Koi Krylgan Kala (en)
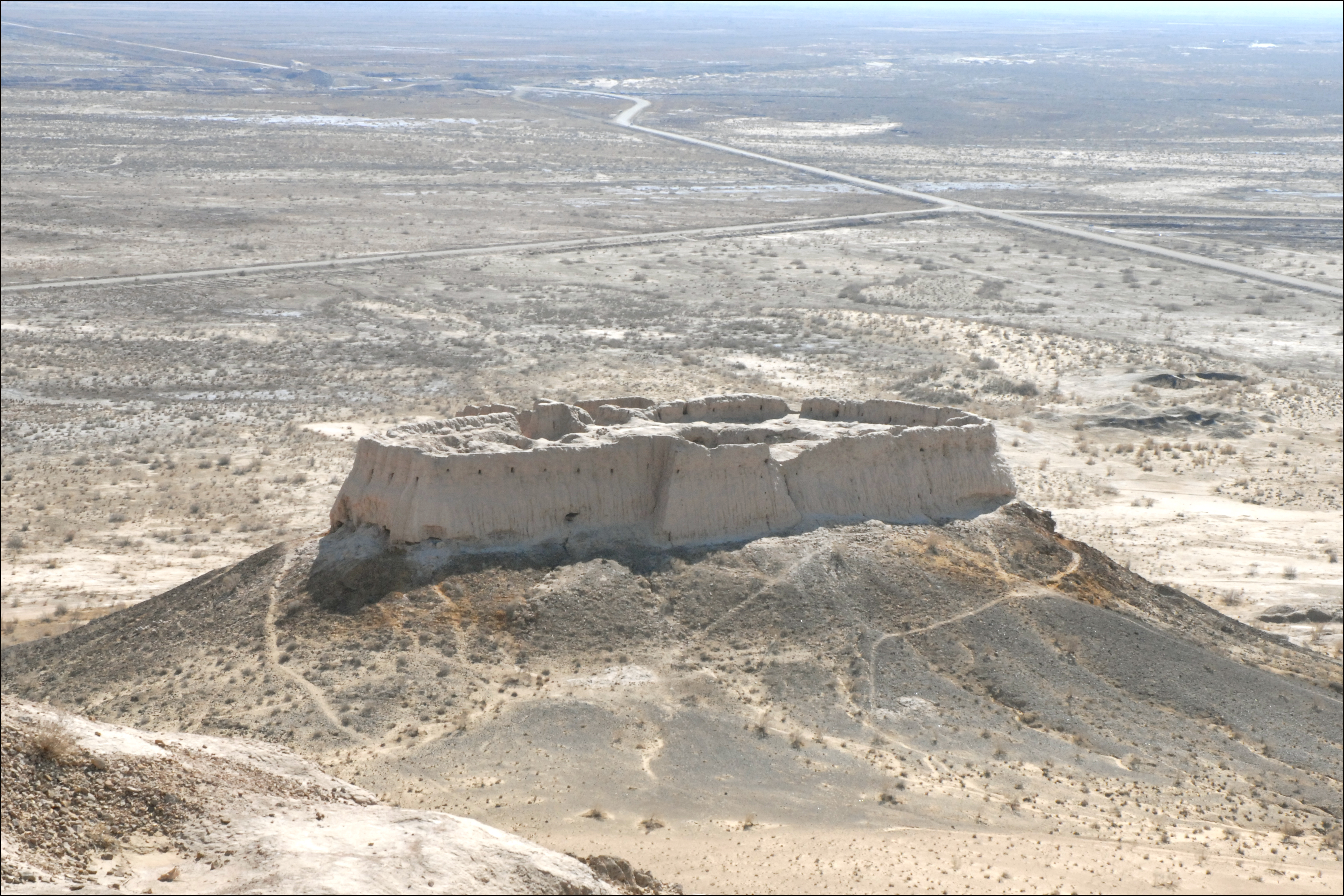
Aiaz-Kala
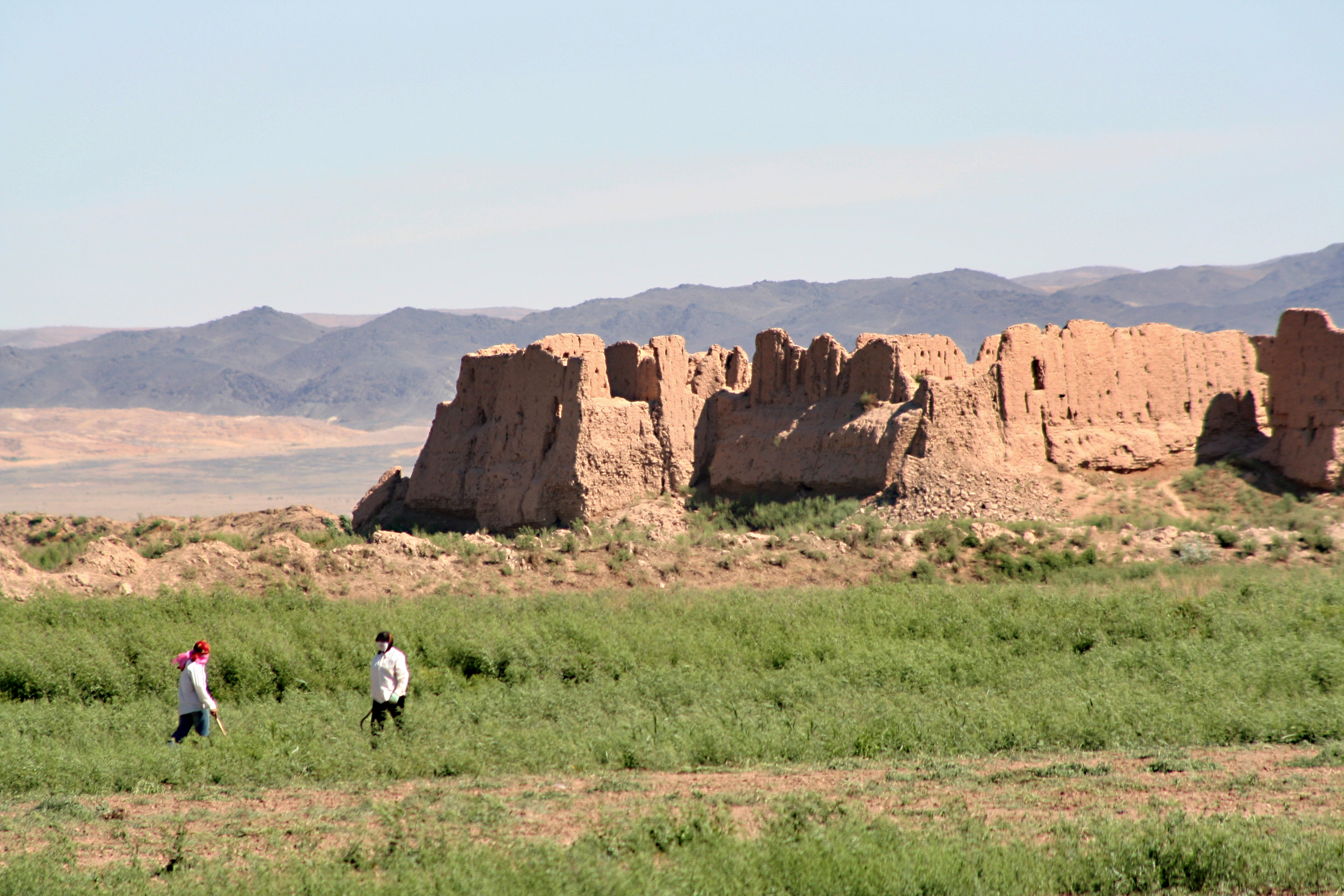
Kyzil-Kala
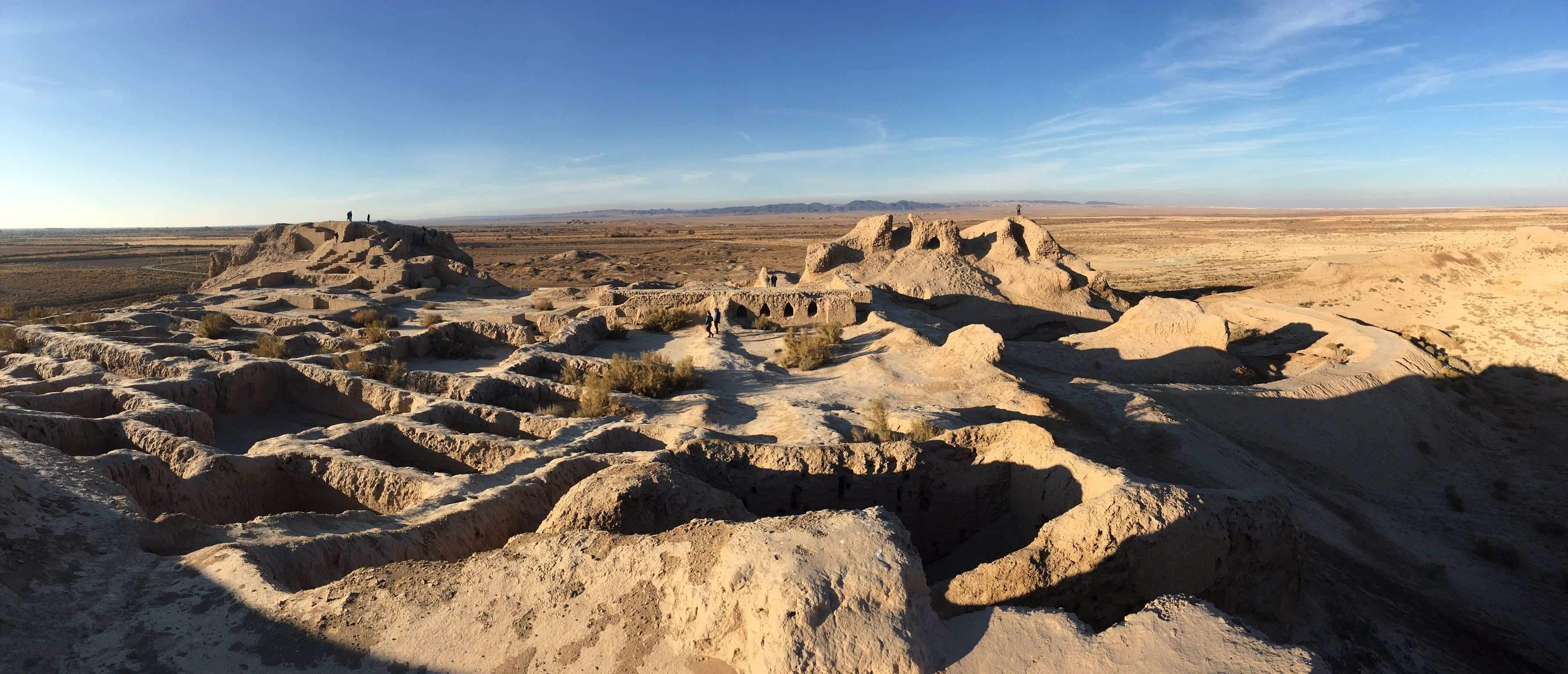
Toprak-kala
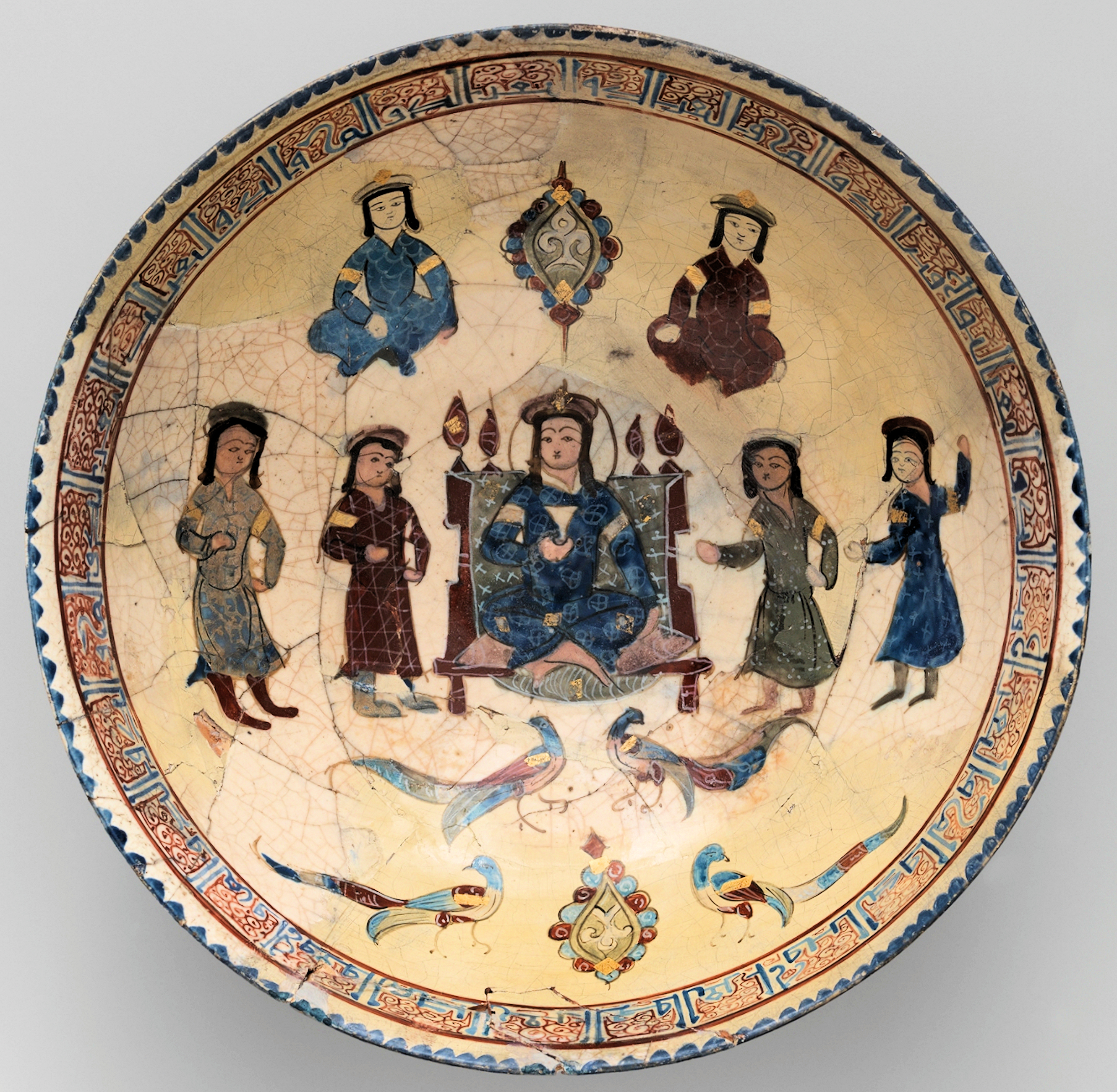
Céramique de type Mina’i

## Langue
Pendant la majeure partie de son histoire, jusqu'à la conquête mongole, les habitants de la région sont d'origine iranienne et parlent une langue iranienne orientale appelée Khwarezmien. La langue khwarezmienne survit pendant plusieurs siècles après l'arrivée de l'Islam jusqu'à la turquification de la région.

## Personnalités notables
- Al-Biruni, érudit
- Najm al-Din Kubra, mystique soufi
- Fakhr al-Din Razi
- Ala al-Din Atsiz, Khwarezm Shah
- Ala al-Din Muhammad, Khwarezm Shah
- Jalal ad-Din Menguberdi, Khwarezm Shah
- Abaaq al-Khwarazmi
- Muhammad ibn Musa al-Khwarizmi, mathématicien (dont le terme algorithme porte le nom)
- Muhammad ibn Ahmad al-Khwarizmi, encyclopédiste du 10e siècle qui a écrit Mafâtih al-'Olum (« Clé des sciences »)
- Zamakhshari, érudit
- Al-Marwazi, astronome
- Abu l-Ghazi Bahadur, Khan et historien